# 钟启章
钟启章，马来西亚华人，为《南洋商报》前总编辑。他曾于2001年7月16日出任马来西亚首相马哈迪·莫哈末的华裔新闻秘书。出任首相新闻秘书前的他也曾在华文报界服务了二十多年，并曾担任《南洋商报》代总编辑。
2003年10月31日，钟启章接受《星洲日报》询及首相马哈迪卸任后，针对往后的动向时说，本身将先休息一段时间后，才决定下一步动向。
2007年5月3日，南洋报业控股传出人事调动的消息，钟启章已证实被调职出任新设立的“文化产业总经理”一职。